# Oscar-Paul Gilbert
Pour les articles homonymes, voir Gilbert.
Oscar-Paul Gilbert, né à Wanfercée-Baulet en 1898 et mort à Bruxelles en 1972, est un journaliste, écrivain, scénariste et réalisateur belge d'expression française.

## Biographie
Oscar-Paul Gilbert débute en littérature par un essai "La Wallonie", suivi de plusieurs recueils de poésie et d'œuvres dramatiques.
Journaliste, il parcourt le monde pour des reportages dont il fait des romans et qui seront adaptés pour le cinéma, notamment Mollenard (1936), La Piste du Sud (1937), Carpant (1941), Bauduin-des-Mines (1948).
En 1939, il réalise et scénarise le film Courrier d'Asie.
En 1972, lors de son enterrement, l'écrivain et journaliste français Jean Vincent-Bréchignac lit plusieurs lettres de condoléances.
Les Archives & Musée de la Littérature, situés à Bruxelles, possèdent le fonds d'archives Oscar-Paul Gilbert.

## Filmographie

### Réalisateur
- 1939 : Courrier d'Asie

### Scénariste
- 1938 : Les Pirates du rail de Christian-Jaque
- 1938 : Mollenard de Robert Siodmak
- 1938 : La Piste du sud de Pierre Billon
- 1938 : Le Drame de Shanghaï de Georg Wilhelm Pabst
- 1939 : Nord-Atlantique de Maurice Cloche
- 1942 : Le journal tombe à cinq heures de Georges Lacombe
- 1957 : La Roue de Maurice Delbez et d'André Haguet

### Romans
(*) romans adaptés au cinéma
- M. de Choisy, belle dame, éditions Éditions de la Vie moderne , 1931
- Nord Atlantique*, éditions Gallimard, 1934
- Fièvre blanche, éditions Gallimard, 1er mai 1935
- Mollenard*, éditions Gallimard, 1936 ; réédition, Gallimard, coll. « Pourpre », 1952
- Courrier d'Asie*, éditions Gallimard, 1937
- La Piste du Sud*, éditions Gallimard, 1937
- Pilotes de ligne*, éditions Gallimard, 1938
- Carpant, Librairie Plon, 1941 ; réédition, Gérard et Cie, coll. « Marabout » no 5, 1951
- La Légion des vivants, Librairie Plon, 1941
- Madeleine Bauduin, éditions Plon, 1943 ; réédition, Presses pocket no 598, 1968
- L'Unique Amour de Marie Lerque, éditions de la Nouvelle France, coll. « de la Main d'or » no 19, 1945 ; réédition, Gérard et Cie, coll. « Marabout » no 80, 1958
- Le courage est quotidien, éditions Les Éditions de la Nouvelle France, 1945
- La Citadelle Bauduin, Librairie Plon, 1946 ; réédition, Presses pocket no 662, 1969
- La Fille de Bauduin-des-mines, Librairie Plon, 1947 ; réédition sous le titre La Fille de Bauduin des mines Carpant, Presses pocket no 579, 1968
- L'Empire du silence : Congo 1946, Les Éditions du peuple, 1947
- Bauduin-des-Mines, Librairie Plon, 1948 ; réédition, Presses pocket no 1572, 1977 ; réédition, Bruxelles, Labor, 1996
- La Fin des Bauduin : La victoire sans ailes, Librairie Plon, 1948
- Les Portes de la solitude, Plon, 1950 ; réédition, Gallimard, coll. « Pourpre », 1952
- Mortelle Asie, éditions Flammarion, 1951
- Shanghaï, Chambard et Cie*, 1953
- Profil des ombres (L'Horizon de minuit I), Plon, 1951
- Victoire de la nuit (L'Horizon de minuit II), Plon, 1952
- Aube de la révolte (L'Horizon de minuit IV), Plon, 1956
- La Roue*, Plon, 1956
- Mouvement de la Mer (L'horizon de minuit V), Plon, 1958
- Solitude des femmes, éditions Plon, 1962
- Les Hommes perdus, éditions Plon, 1964

## Recueil de nouvelles
- Le journal tombe à cinq heures, éditions Librairie Plon, 1949

### Autre
- Vie du feld-maréchal prince de Ligne, éditions C. Aveline, 1922

### Pièces de théâtre
- 1920 : Le Triomphe de la haine - drame en trois actes et en prose
- 1961 : Mollenard - pièce tirée du roman du même titre et du même auteur